# ホワイトナイト (チョコレート)
ホワイトナイト(White Knight)は、オーストラリアで販売されているミント味の棒状のチョコレートのブランドである。元々、w:Hoadley's Chocolatesというオーストラリアの製菓会社が製造していたが、後にこの会社を吸収したネスレ・オーストラリアが製造している。パッケージは青色と白色で、馬に乗った騎士（ナイト）が描かれている。スローガンは、'Mighty Mint Chew'である。2016年に市場から撤退した。

## 概要
25gの棒状で、白色のミント味のもちもちした食感の菓子をコンパウンドチョコレートで覆ったものである。
1980年代には、包装紙の中で、厚紙の上にチョコレートが載せられており、厚紙の裏には騎士の絵が描かれており、底の部分を折り曲げることで、立たせることができた。子供たちは、これらの騎士を交換や収集の対象としたが、後に恐らくコストカットのため、このパッケージは採用されなくなった。
かつては、オーストラリア中の大きなスーパーマーケットやKmartのような安価なデパート、ミルクバー、コンビニエンスストア等で販売されていたが、2014年時点では、Woolworths及びColesというスーパーマーケットと、一部の菓子専門店でしか在庫がない。
25gというサイズは小さいため、2008年頃には、例えば75セント等、安価に販売されていてが、2010年代の始めには、50-60gのより大きなチョコレートバーと同程度の90セント程度まで、値上げされた。2016年頃には、ネスレにより、販売が中止された。

### 材料
砂糖、小麦またはトウモロコシ由来のグルコースシロップ、植物性油脂、乳固形分、ココア、ゼラチン、乳化剤（大豆レクチン）、ペパーミントオイル、食塩、香料、着色料

### 栄養価
- 1本（25g）当たり:エネルギー460 kcal、タンパク質0.5 g、脂質3.1 g（飽和脂質2.9 g）、炭水化物19.7 g（砂糖15.1 g）、ナトリウム10 mg
- 100g当たり：エネルギー1830 kcal、タンパク質1.9 g、脂質12.2 g（飽和脂質11.7 g）、炭水化物78.7 g（砂糖60.4 g）、ナトリウム40 mg